# گیشا (محله)
گیشا یکی از محله‌های شمالغرب تهران در منطقه ۲ شهرداری تهران است.
گیشا از شرق به بزرگراه چمران (اتوبان پارک وی) و از غرب به بزرگراه شیخ فضل‌الله نوری (بزرگ راه طرشت-ایوبی) و از شمال به بزرگراه حکیم (اتوبان داریوش)شهرک غرب از جنوب به بزرگراه جلال آل احمد (بزرگ راه فرحزاد) می‌رسد.

## جغرافیا
گیشا که نخست متعلق به شرکت کیشا بود و به نام گیشا آوازه یافت، برگرفته از اول نام دو بنیان‌گذار آن (کی‌نژاد و شاپوریان) نام یکی از محله‌های غرب تهران واقع در منطقه ۲ تهران است که از شرق به بزرگراه چمران (اتوبان پارک وی) و از غرب به بزرگراه شیخ فضل‌الله نوری (بزرگ راه طرشت-ایوبی) و از شمال به بزرگراه حکیم (اتوبان داریوش)شهرک غرب و از جنوب به بزرگراه جلال آل احمد (بزرگ راه فرحزاد) محدود است. خیابان اصلی گیشا با طول تقریبی ۱٫۵ کیلومتر بزرگراه جلال آل احمد را به صورت مستقیم به بزرگراه حکیم متصل می‌سازد.
کوی گیشا (تپه های گیشا)  در ارتفاع ۱۳۰۰–۱۴۰۰ متر، طول ۵۱٫۲۲–۵۱٫۲۳ درجه و عرض ۳۵٫۴۳–۳۵٫۴۴ درجه قرار دارد.
خیابان اصلی گیشا دارای خیابان‌های منظم زوج و فرد دارای شماره، با الگوبرداری از شماره‌گذاری خیابان‌های منهتن شهر نیویورک ایجاد شده‌است که در کل دارای ۴۱ خیابان زوج و فرد می‌باشد. سمت زوج دارای سه چهارراه، که از چهارراه اول تا سوم به ترتیب پیوند، پیمان، دوستی نام دارند و چهارراه اول تا سوم سمت فرد به ترتیب پیام، پیشگام، پیشاهنگ نام دارند. دارای یک خیابان بیست متری از شرق به غرب است و بلوار اصلی گیشا به ۳۰ متری صلح مشهور بوده‌است. بلوار فروزانفر، بلوچستان، کانال و بلوار مدارس از خیابان‌های جانبی کوی گیشا می‌باشند. از نظر خیابان‌بندی، امتداد خیابان‌های زوج گیشا به کوی پروانه می‌رسد.
شهرت پل گیشا در تهران زبانزد است. در سال ۱۳۵۳ به فرمایش دکتر غلامرضا نیک‌‌پی شهردار وقت تهران به دنبال تشریفات و تسهیلات میزبانی بازی‌های آسیایی در شهر تهران، پل گیشا توسط شرکتی بلژیکی با سازه فلزی پیچ و مهره و قابل تعمیر و تعویض بنا گردید.
پل گیشا به عنوان "پل سبز زندگی گیشا" با ساختار انرژی‌های نو به یک پل مخصوص پیاده‌روی تبدیل خواهد شد. در پل سبز زندگی گیشا، رستوران‌ها، مراکز فرهنگی، جشنواره‌ها، مراکز خرید و مراکز تفریحی فعالیت خواهند کرد.
ایستگاه دانشگاه تربیت مدرس، از متروی خط ۷ تهران، پایین پل گیشا نبش اتوبان چمران (جنوب شرق) قرار دارد.
ایستگاه متروی شهرک آزمایش، از متروی خط ۶ تهران، انتهای خیابان نوزدهم گیشا قرار دارد .
ایستگاه متروی پارک گفتگو، از متروی خط ۷ تهران، انتهای خیابان بلوچستان، نبش خیابان کانال فاضل شرقی گیشا قرار دارد.
گیشا از اولین کوی‌هایی بود که در دهه پنجاه به سیستم اگو شهری و خطوط گاز شهری مجهز شد و دارای تصفیه خانه آب محلی می‌باشد.
رودخانه درکه به کانال گیشا منتهی و به غرب تهران منحرف می‌شود.

## اقتصاد و گردشگری

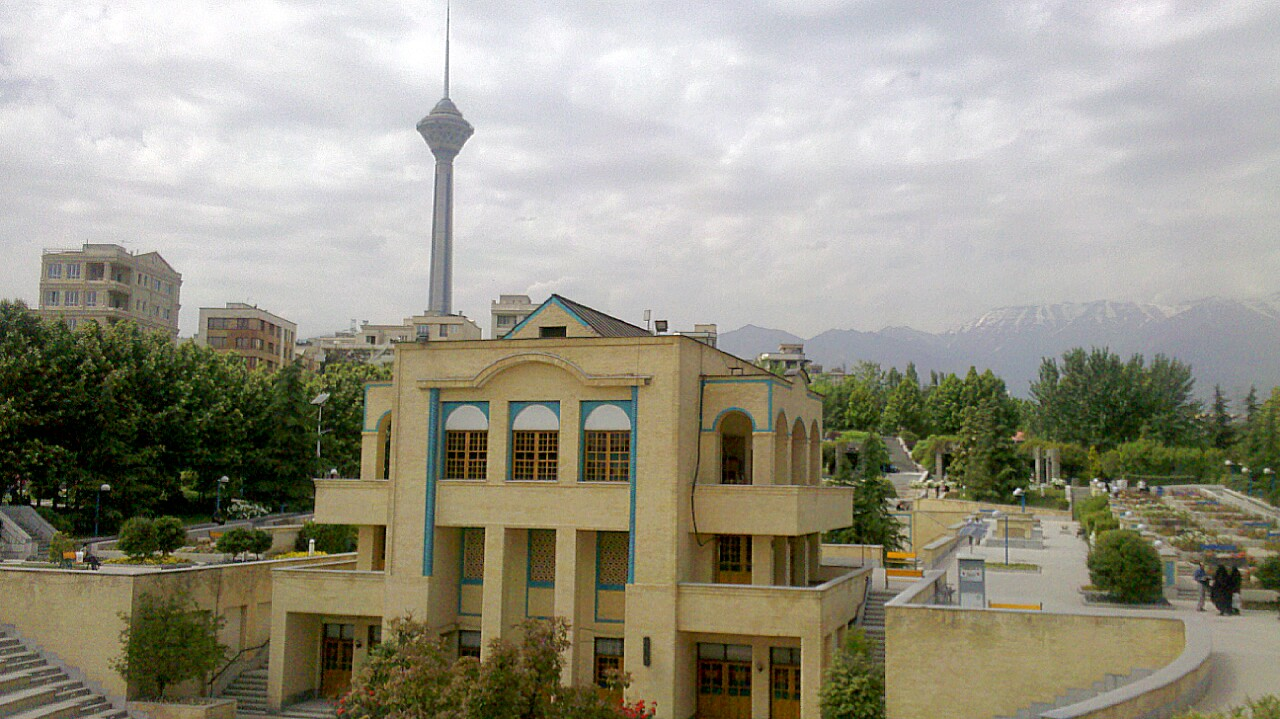
نمایی از برج میلاد و نگارستان شهر

این کوی به دلیل وجود بوتیک‌ها، مغازه‌ها، فروشگاه‌ها و همچنین قرار گرفتن پارک گفتگو در ضلع شرقی در ساعات زیادی از شبانه‌روز چهره زنده و پر رفت‌وآمدی دارد. گیشا از نخستین محله‌های مدرن تهران از دهه پنجاه تاکنون به حساب می‌آید، از سوی دیگر بافت تجاری غالب در این محله باعث شده‌است که حضور مردم در این محله عموماً با تفریح و فراغت همراه باشد، در واقع حضور انبوه و همیشگی مردم در خیابان گیشا این محله را به یک فضای جمعی و یکی از حوزه‌های مهم روابط اجتماعی تبدیل کرده‌است. موسیقی زنده در سراسر خیابان اصلی گیشا همیشه جریان دارد.
وجود مشاغل فنی و خدماتی، کلینیک‌های پزشکی، دندانپزشکی و دامپزشکی، انواع  فروشگاه‌های مواد غذایی زنجیره‌ای، آبمیوه و بستنی فروشی، بوتیک های معتبر، شعب رستوران های معتبر ، نمایندگی ساعت‌های لوکس سوئیسی، مجتمع سراسری مدارس موجب خود کفا بودن این کوی از نظر رفاهی گردیده‌است. آموزشگاه‌های زبان انگلیسی ،فرانسه، آلمانی، ترکی و کره‌ای، موسیقی، نقاشی، آشپزی، شطرنج و باشگاه‌های ورزشی نشان از روحیه، ذوق و سلیقه ساکنان این خیابان دارد.
دسترسی به امکانات و تمامی تسهیلات فنی و خدماتی مورد نیاز زندگی در گیشا، رفاه و آسایش منحصربفردی برای ساکنان کوی گیشا به‌همراه داشته‌است.
گیشا کوی شاد و محیطی زنده و شاداب دارد که یکی از پرجاذبه‌ترین خیابان‌های مناسب پیاده‌روی، خرید و تفریح است. بوتیک‌های گیشا در دو سوی خیابان اصلی نمودار چراغ اقتصاد زنده این کوی است. یک گالری عطر از سرشناس‌ترین گالری‌های ادکلن و عطر شهر تهران از قدیم در گیشا مشهور بوده‌است.
طیف فرهنگ‌های مختلف در گیشا از جمله همسایگان بهایی (دین)، آسوری (زبان آشوری و اکثریت مسیحی) ، ارمنی (زبان ارمنی و اکثریت مسیحی) ، یهودی(دین) و زرتشتی(دین) در گیشا زبانزد بودند.
در میان سایر مسلمانان، اهل سنت گیشا امروزه جمعیت بسیار بالایی در محله دارند که اکثریت از کُردهای اهل سنت هستند.
وجود بانک‌های متعدد تجاری و سپرده‌گذاری، بورس ساختمان و سازندگی و شرکت‌های حقوقی، خدماتی و بازرگانی از جمله بیان‌گر فعالیت‌های اقتصادی پررنگ این کوی می‌باشند. طبق این دو مشخصه، ساکنان گیشا به مراتب رغبت به سپرده‌گذاری و پس‌انداز دارند. آمار خرید و فروش املاک و سازندگی در گیشا نسبت به مناطق دیگر بسیار بالاست از این روی، سطح قیمت مسکن و زمین، بالاتر از دیگر نواحی مختلف منطقه ۲ شهرداری تهران می‌باشد.
تپه‌های گیشا
گیشا خانهٔ بلندترین برج ساخته شده خاورمیانه و ششمین برج بلند جهان، برج میلاد است. برج مخابراتی یادمان سازه میلاد (برگرفته از پروژه شهستان پهلوی) بر روی تپه‌های گیشا که مکان مورد علاقه ساکنان قدیمی گیشا برای پیاده‌روی که مجهز به زمین اسکیت، پیست اسب دوانی ، فوتبال  و موتورسواری بود، بنا گردید.
بر تپه‌های گیشا، بیمارستان تخصصی میلاد، سازمان انتقال خون، دانشگاه علوم پزشکی ایران، سالن همایشهای بین‌المللی و کنسرت، سالن نمایشگاه، دلفیناریوم، موزه مشاهیر، رستوران‌ها و کافه‌ها ایجاد شده‌اند.
پاساژهای گیشا
پاساژ بزرگ گیشا (نصر) یکی از شناخته شده‌ترین پاساژهای تجاری تهران با طول تقریبی ۶۰۰ متر در قالب دو طبقه، در طول خیابان کانال گیشا واقع است که بسیاری از ساکنان گیشا و محله‌های اطراف برای خرید و تقاضای خود بدان مراجعه می‌کنند. در قسمت پایانی پاساژ گیشا به نام پاساژ نوین است که بیشتر مختص لباس، کفش و اسباب بازی می‌باشد. پس از آن سالن میوه و تره بار شهرداری و دادسرای شورای حل اختلاف شماره ۲ تهران قرار دارد.
- پاساژ علی (سابقا بازارچه گیشا) در سال ۱۳۵۶ شروع به کار کرد و بافت این پاساژ مدرن بود که در خیابان پانزدهم گیشا قرار دارد.
- بازارک‌،‌ پایین پله گیشا از قدیمی‌ترین پاساژهای محله است.
- پاساژ خاتم، تقریباً از سن فعالیت کمتری برخوردار است.
- پاساژ ستاره نصر خیابان بیست متری (پیروزی) غربی، پاساژ خدماتی است.
- پاساژ فرتاک، از سن فعالیت کمتری برخوردار است.

پارک‌ها

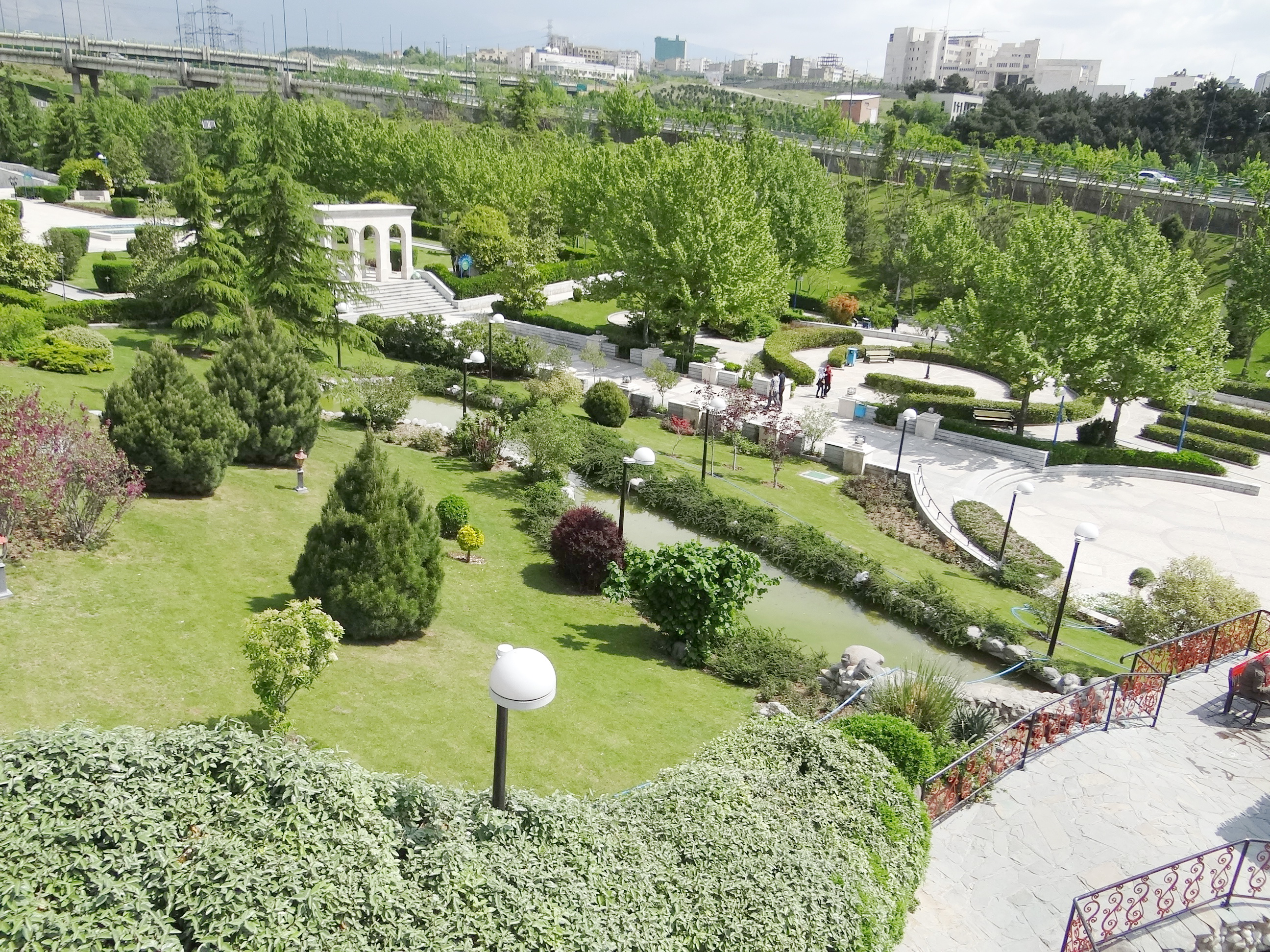
پارک گفتگو

در قسمت شرقی کوی گیشا، پارک گفتگو با معماری منحصر بفرد با مساحت ۱۴۴۵۸۰ متر مربع یکی از زیباترین پارک‌های تهران می‌باشد که در اردیبهشت ماه سال ۱۳۸۲ توسط محمد خاتمی رئیس‌جمهور پیشین ایران افتتاح شد. امکانات مختلفی نظیر کتابخانه، رستوران و زمین اسکیت در این پارک تعبیه شده‌اند. لازم است ذکر شود که محل دائمی نمایشگاه بین‌المللی گل و گیاه نیز در ضلع جنوبی این پارک قرار دارد.
همچنین پارک دیگری بنام پارک ورزش دارای کتابخانه عمومی در قسمت غربی کوی گیشا، پشت بلوار مدارس و در امتداد شیخ فض اله جنوب به شمال واقع شده‌است.
همچنین یک پارک بنام بوستان آرزوها که موازی با خیابان چهلم گیشا قراردارد.

## نهادها و خدمات شهری و دولتی
- دفتر خدمات الکترونیک شهرداری کد ۲۱۱، خیابان بیست متری (پیروزی غربی)
- دفتر پیشخوان دولت ۷۲۱۶۱۳۲۶، نبش خیابان بیست متری شرقی (پیروزی شرقی)[۱۴]
- دفتر پیشخوان دولت ۷۲۱۶۱۸۶۵، بین خیابان نهم و کانال[۱۵]
- دفتر خدمات الکترونیک پلیس (کد ۲۱۱۱۱۹)، ابتدای گیشا نرسیده به خیابان دوم پلاک ۷ طبقه اول [۱۶]
- اداره آموزش و پرورش منطقه ۲، بلوار مدارس (ناظریان)[۱۷]
- شرکت مخابرات گیشا (مرکز نصرالهی)، تقاطع بزرگ راه جلال آل احمد و بلوار مدارس، انتهای خیابان کانال[۱۸]
- ایستگاه ۱۰ آتش‌نشانی منطقه ۲ تهران، گیشا بلوار مدارس
- کلانتری ۱۳۷ گیشا
- شورای حل اختلاف منطقه ۲ تهران، گیشا انتهای کانال[پیوند مرده]
- معاینات گواهینامه رانندگان و مشمولان نظام وظیفه، ابتدای گیشا ، بین کوچه البرز و گیشا
- پمپ بنزین پل گیشا، تقاطع اتوبان پارک وی (چمران)[۱۹]
- خط ۲۳۵ اتوبوسرانی تهران، حد فاصل گیشا و ترمینال کاوه میدان انقلاب
- خط ۲۳۶ اتوبوسرانی تهران، حد فاصل گیشا و میدان ولیعصر
- مجموعه بانی چاپ، نبش کوچه دوم گیشا و بالای بانک دی

## سرشناسان
حسین تجدد، منشی هیئت اجرایی دفتر سیاسی حزب رستاخیز- نماینده مجلس در دوران شاهنشاهی ایران- پژوهشگر و نویسنده دایرةالمعارف پزشکی، تاریخ دندانپزشکی، دایرةالمعارف فرش دست بافت ایران، سه جلدی جام جهان‌نما و کتاب‌های تاریخ پزشکی و سیاسی معاصر ایران
محمد بحرانی بازیگر، کارگردان، عروسک گردان و صداپیشه
جلیل شهناز، استاد سرشناس تار
سهراب سپهری، نقاش و شاعر معاصر
فریبرز لاچینی، آهنگساز معاصر و پیانیست
کوروش یغمایی، هنرمند و پیشرو موسیقی راک ایران
پرویز فیروزکار، دوبلور و گوینده
پرویز بیات، نوازنده برجسته کنترباس ارکستر سمفونیک تهران
هادی منتظری، هنرمند و نوازنده ویولن و کمانچه
علی دایی، بازیکن سرشناس فوتبال
عادل فردوسی پور، مفسر و گزارشگر سرشناس فوتبال
سوسن، هنرمند و خواننده
رامین اصلاح، نوازنده و سازنده تار، نقاش
شاپور رحیمی، خواننده موسیقی ملی و نوازنده عود
کامران و هومن هنرمندان موسیقی پاپ
نیک آهنگ کوثر، روزنامه‌نگار و فعال سیاسی
نادر آتشین، عموی گوگوش
احمد قربانی، برادر همسر گوگوش، صاحب کاباره میامی
م. مؤدب پور، نویسنده آثار رمان
هومن حاجی عبداللهی، هنرپیشه و دوبلر
فرهاد جواهر کلام، هنرمند خواننده پاپ
سیاوش خیرابی، هنرپیشه و مالک آتلیه پاسارگاد گیشا
سعید پور سعید، هنرمند موسیقی پاپ
یغما گلرویی، شاعر و ترانه‌سرای ادبی
محمود شهریاری، مجری تلویزیون
رامبد جوان، کارگردان و بازیگر
ناتان صفی‌نیا، هنرمند و خواننده
پروین کرمانی، اولین زن کاریکاتوریست ایران 
مجموعه‌های کوی دانشگاه تهران، پردیس دانشکده‌های فنی دانشگاه تهران، دانشکده روانشناسی دانشگاه تهران، دانشکده مدیریت دانشگاه تهران، دانشکده اقتصاد دانشگاه تهران، دانشکده علوم اجتماعی دانشگاه تهران، دانشگاه تربیت مدرس و دانشگاه علوم پزشکی تهران در دسترس این کوی قرار دارند.

## فرهنگ و سرگرمی
- تپه، پیست موتور و اسب دوانی گیشا
- پل گیشا
- چهارشنبه سوری‌ها
- پیتزا آموت - نبش خیابان سوم
- پیتزا پدر ژپتو - بیست متری
- مک دونالد شیلا - سی و یکم
- بوتیک‌ها
- پیراشکی و سمبوسه - بین سوم و پنجم
- پاساژها
- ساندویچ خیام - فروزانفر
- مجتمع مدارس
- مدرسه شاپوریان - سی و پنجم / ارمغان سخن - پانزدهم

## پانویس

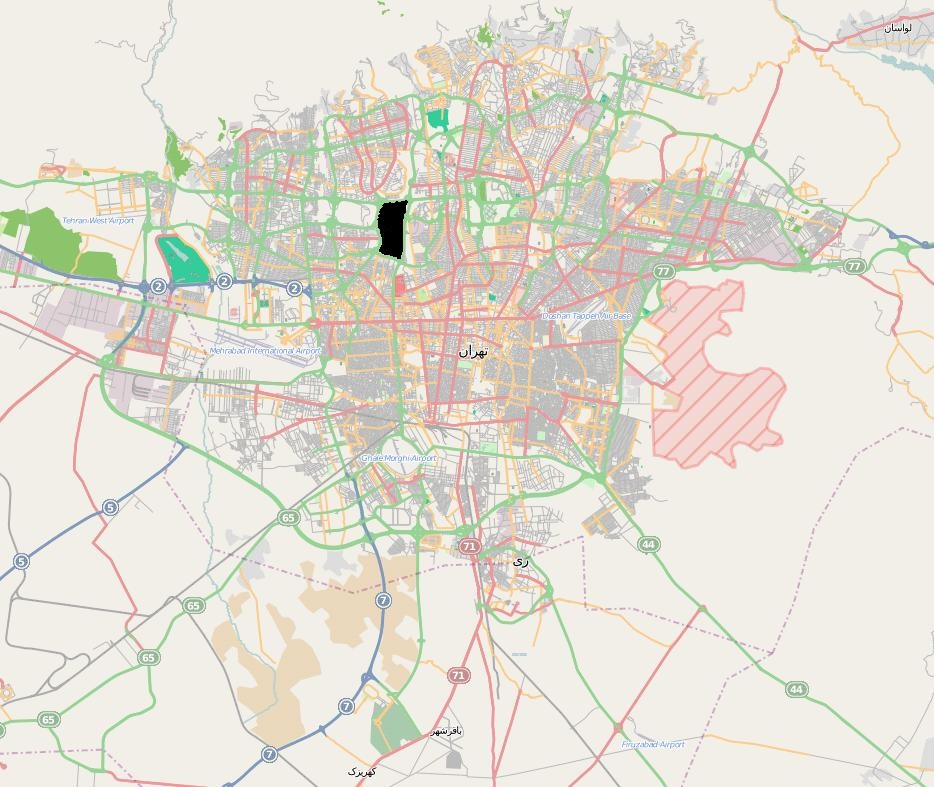